# بين روبين
بين روبين (بالإنجليزية: Ben Rubin)‏ هو نقابي وسياسي أمريكي، ولد في 20 ديسمبر 1886، وتوفي في 24 فبراير 1942. حزبياً، نشط في Wisconsin Progressive Party ‏. وقد انتخب عضو جمعية ولاية ويسكونسن.